# Pholourie

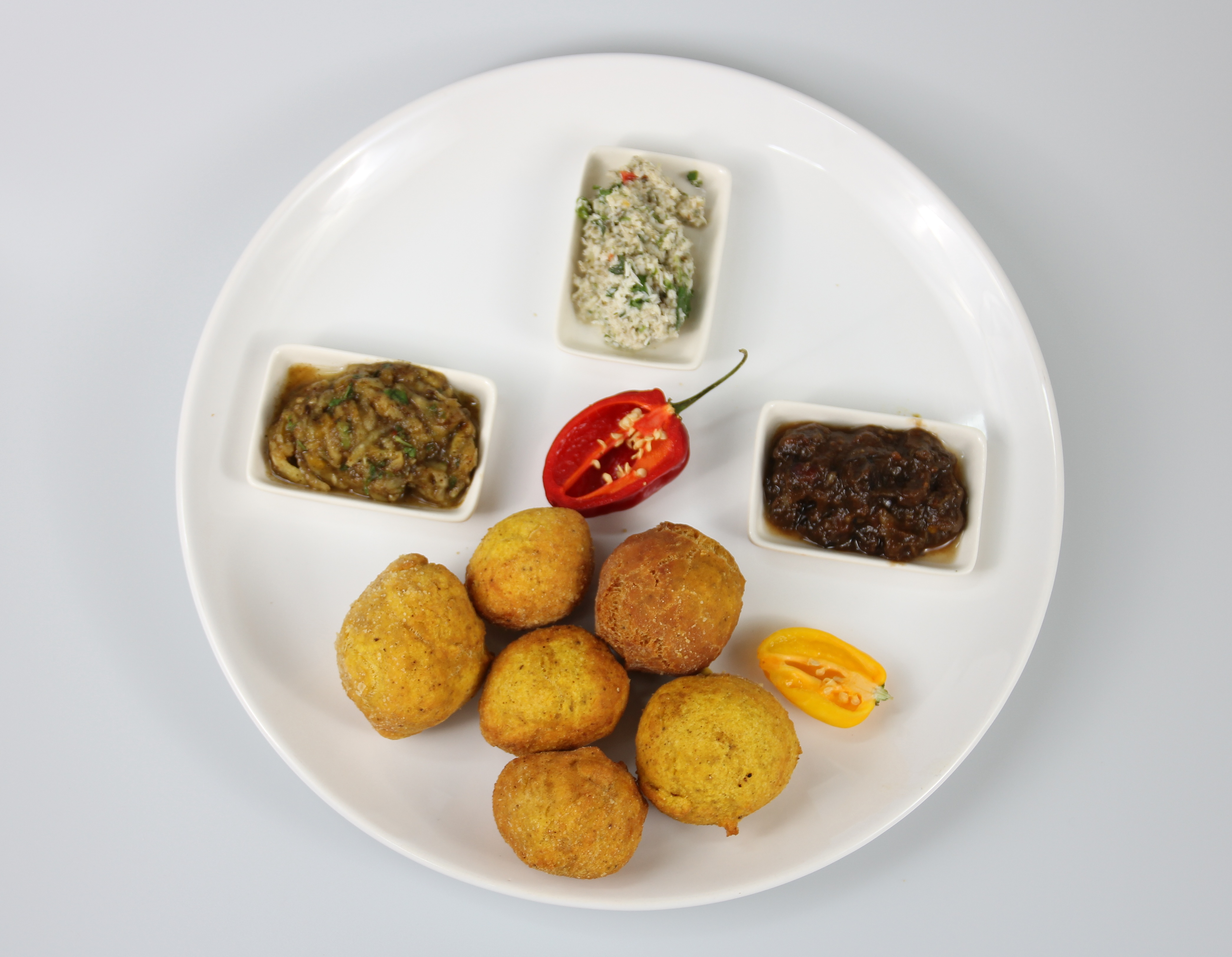
Pholourie mit verschiedenen Chutneys

Pholourie [pe'lori] (Anhörenⓘ), auch Phulourie oder Phoulourie, ist ein in Trinidad und Tobago gängiges Imbissgericht der karibischen Küche. Es besteht aus frittierten Teigbällchen, die mit einem Chutney serviert werden.

## Verbreitung und Etymologie
Pholourie ist ein bekanntes Street-Food-Gericht und wird in Trinidad an zahlreichen Straßenständen verkauft. Auch in Guyana und Suriname ist Pholourie populär. Es geht zurück auf indische Einwanderer. Diese wurden im 19. Jahrhundert nach Abschaffung der Sklaverei als Indentur-Arbeiter ins Land geholt und brachten ihre heimischen Rezepte mit, die durch die Anpassung an lokal verfügbare Zutaten und einen sich wandelnden Geschmack nach und nach ihr heutiges Bild annahm. Insbesondere wird Pholourie mit dem Holi-Fest der hinduistischen Trinidadier in Verbindung gebracht, es ist aber ganzjährig an Imbissbuden und in Schnellrestaurants erhältlich. Der Name „Pholourie“ stammt vermutlich vom Fuluri ab, einem Gericht der bengalischen Küche, ähnlich den auch hier bekannten Pakoras.

## Zubereitung
Mehl und gemahlene Kichererbsen werden mit Wasser und einigen Gewürzen zu einem Teig vermengt. Daraus werden golfballgroße Kugeln geformt und anschließend unter regelmäßigem Wenden frittiert. Je nach Rezept werden für den Teig an Gewürzen Knoblauch, Chili, Kurkuma, Zwiebeln und/oder Kreuzkümmel verwendet. In trinidadischen Rezepten wird „saffron“ (eigentlich Safran) als feste Zutat benannt, im trinidadischen Englisch ist damit aber Kurkuma gemeint. Zum Dippen werden die frittierten Bällchen mit einem Mango- oder Tamarindenchutney serviert, gelegentlich auch zusätzlich mit Joghurt.